# STS-110
إس تي إس-110 (بالإنجليزية: STS-110)‏ الرحلة التاسعة بعد المائة ضمن برنامج مكوك الفضاء لوكالة ناسا، والرحلة الخامسة والعشرون على متن مكوك الفضاء أتلانتيس، انطلقت الرحلة في 8 أبريل 2002 من مركز كينيدي للفضاء ، وهبطت بتاريخ 19 أبريل في مركز كنيدي أيضاً، بعد عشرة أيام و19 ساعة مكثتها الرحلة في الفضاء، الهدف من الرحلة تجميع وتثبيت شريحة الدعامة لمحطة الفضاء الدولية، وتتضمن ناقلات لوجستية، مشعات، وألواح الطاقة الشمسية وغيرها من المعدات الخاصة للمحطة، تم التثبيت من خلال عملية سير في الفضاء، بلغ عدد الرواد المشاركين في الرحلة سبعة رواد.

## معرض صور

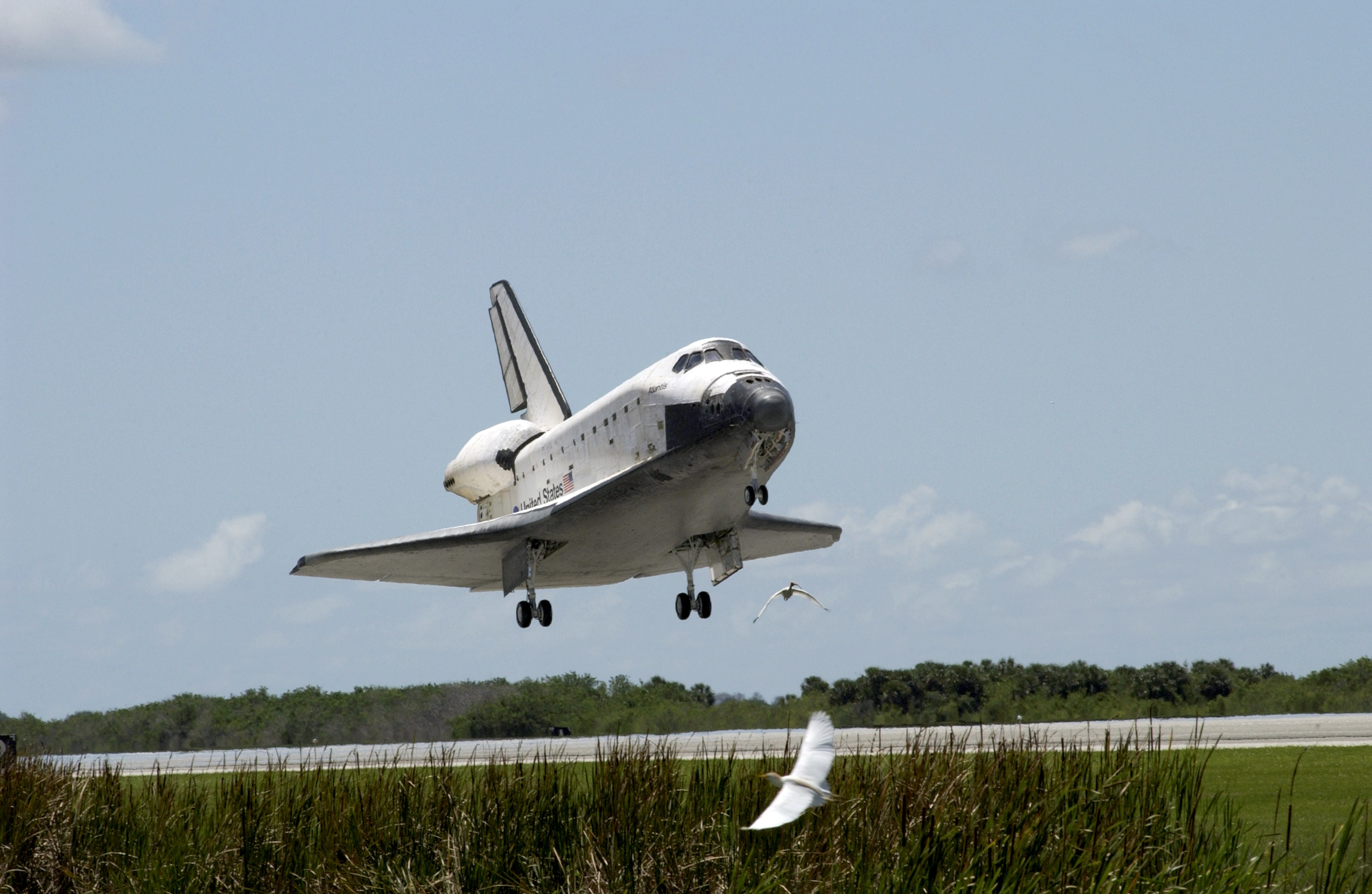
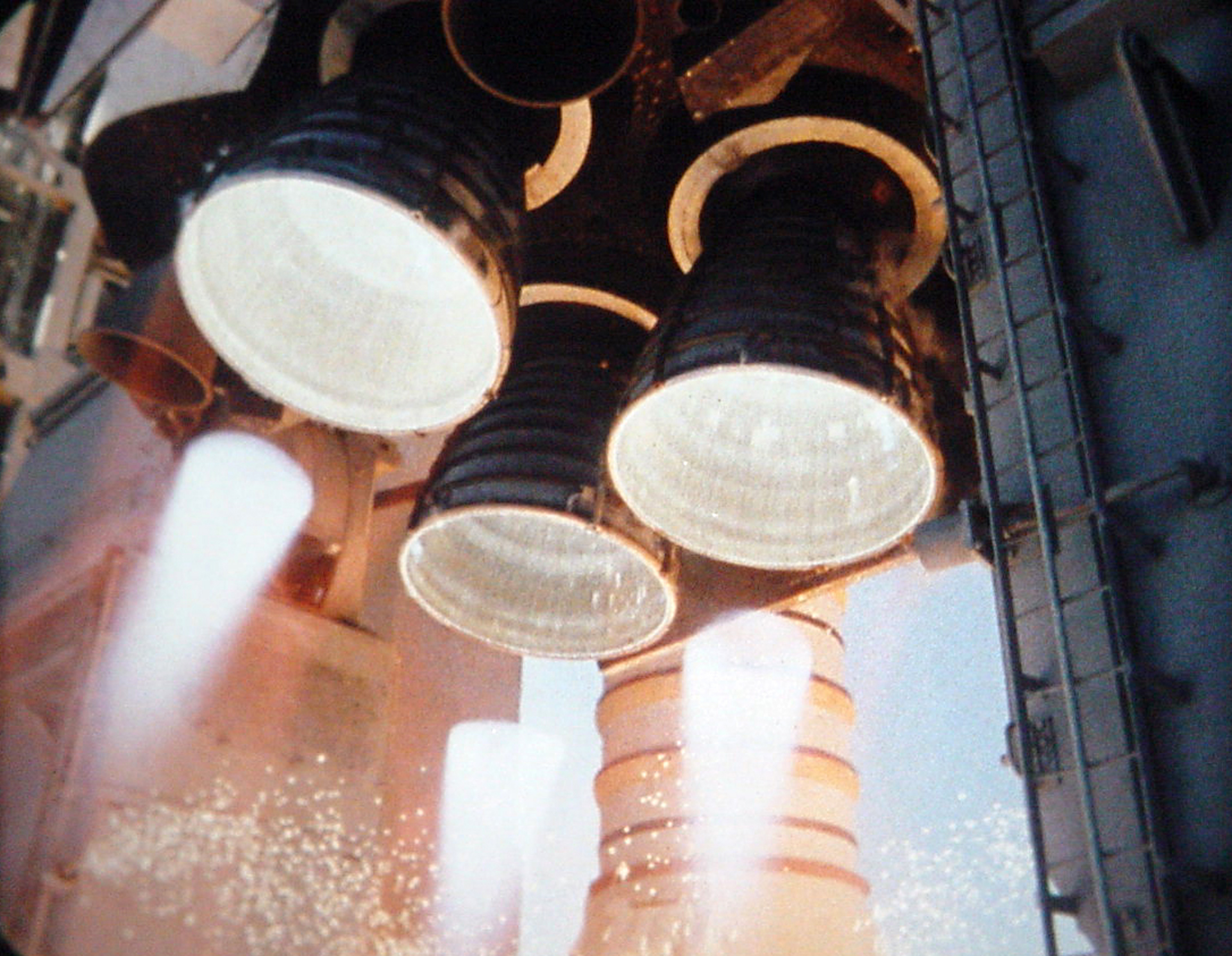
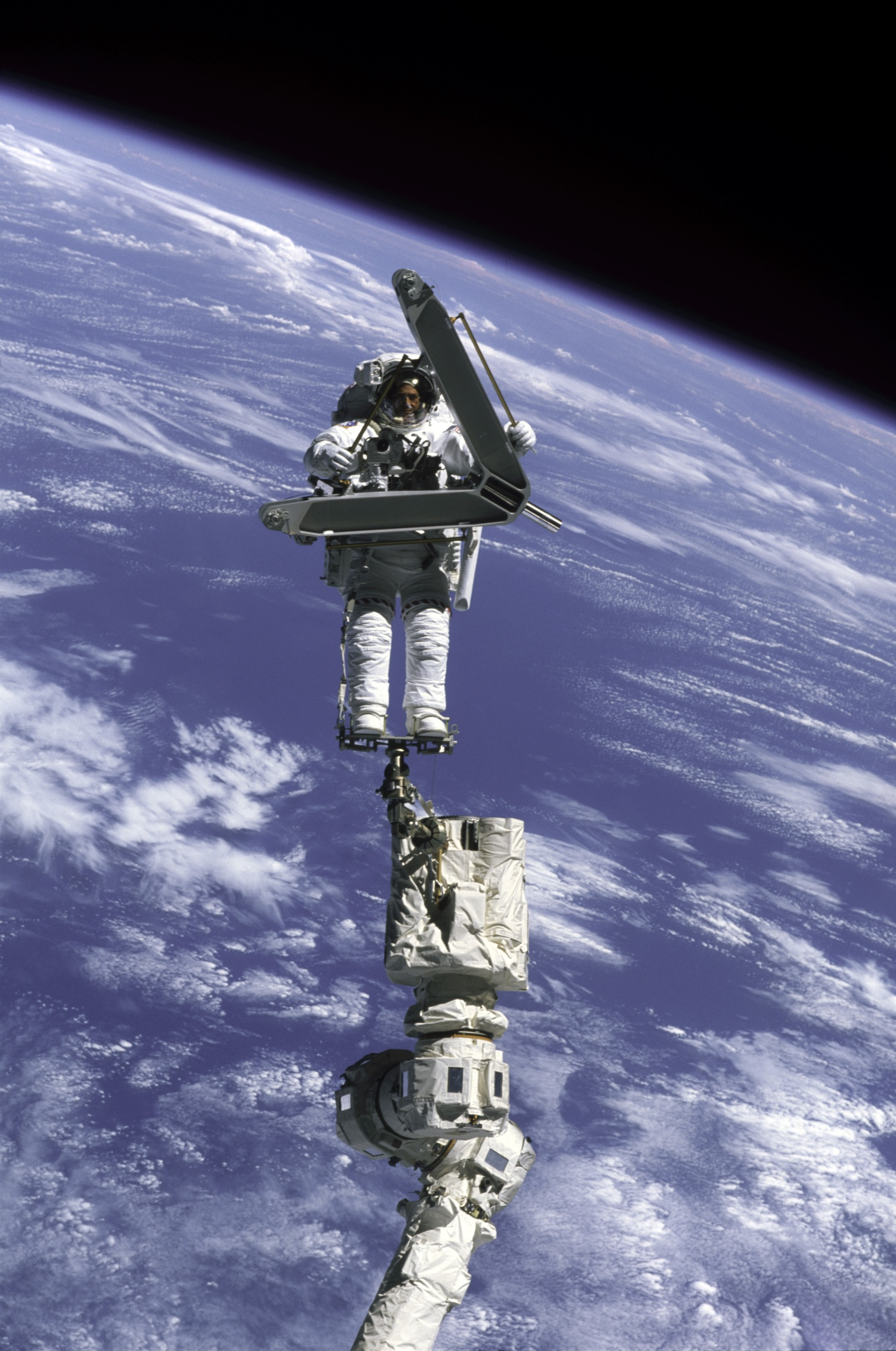